# UK vz. 59
A UK vz. 59 (em tcheco/checo:  Univerzální kulomet vzor 59) é uma metralhadora de uso geral desenvolvida na Tchecoslováquia na década de 1950. Continua em uso pelo Exército Tcheco e pelas Forças Armadas Eslovacas.

## Descrição
A UK vz. 59 dispara munição 7,62×54mmR (embora também exista uma variante Vz. 59N para munição 7,62×51mm NATO), entregue através de uma fita de munição. A arma pode servir como metralhadora leve (cano leve e bipé, modelo vz. 59L) e média (cano pesado e tripé), podendo também ser usada como arma de montagem coaxial (versão Vz. 59T).
A metralhadora é equipada com um mecanismo de alimentação tipo alavanca introduzido na MG 39 Rh de Louis Stange, que é operado pela alavanca de alimentação montada fora da parede direita do receptáculo.
O punho de pistola atua como alavanca de manejo para a Uk vz. 59.

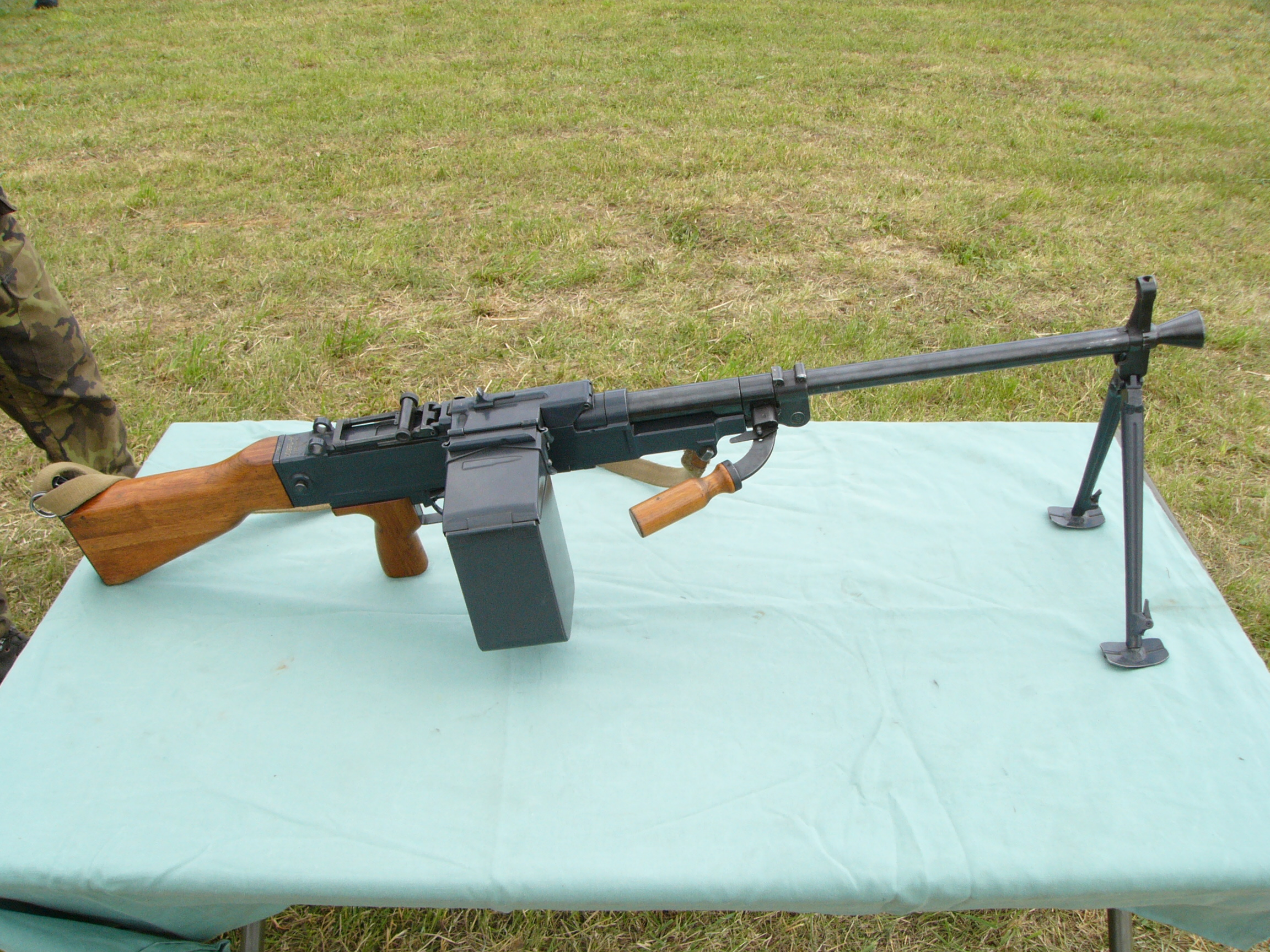
UK-L vz. 59 com bipé.
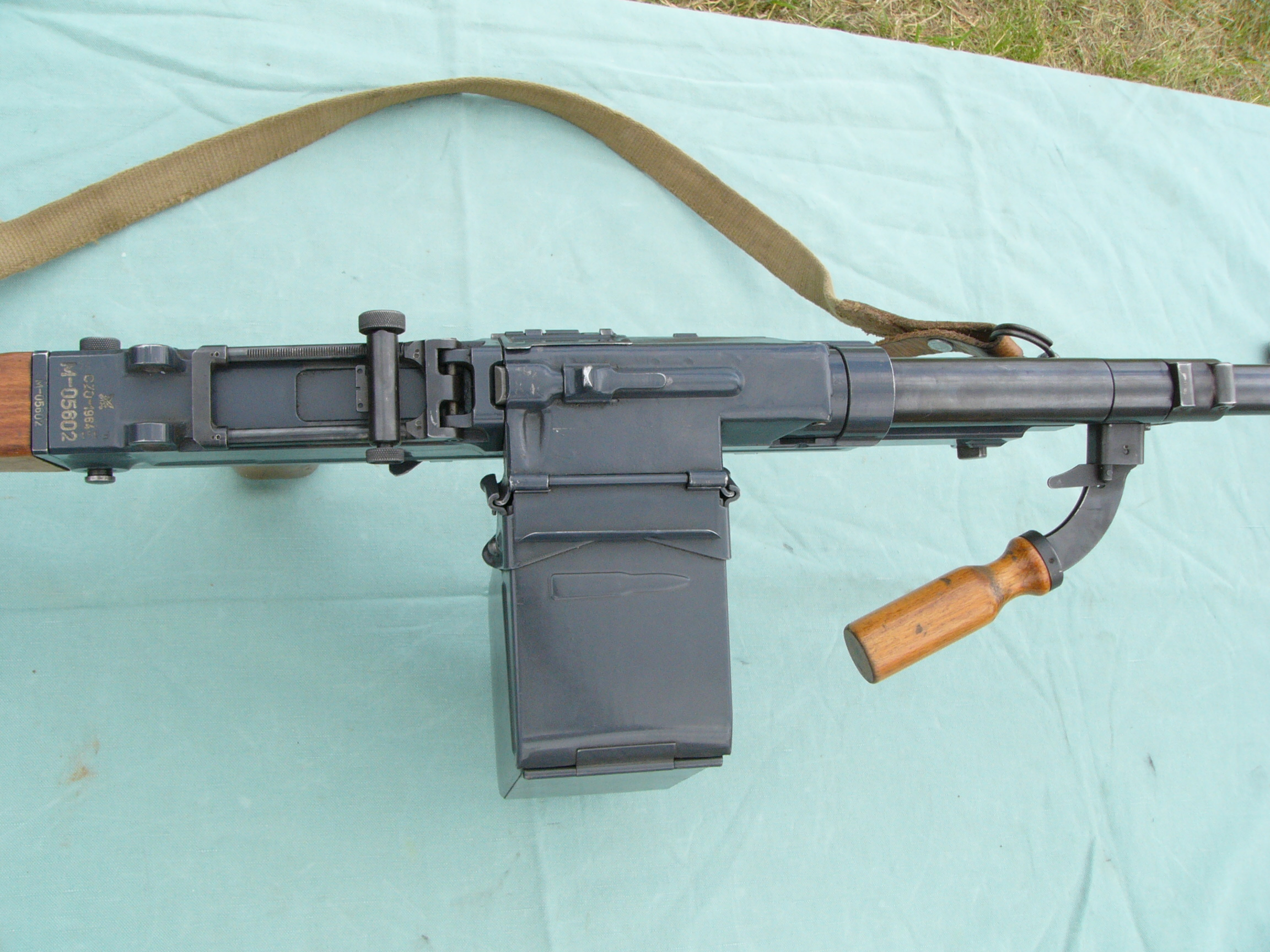
Detalhe da UK-L vz. 59.

## Operadores
- Afeganistão
- Biafra[2]
- República Tcheca[3]
- República Democrática do Congo: Forças Armadas da República Democrática do Congo[4]
  -  Forças Democráticas pela Libertação de Ruanda[4]
- Geórgia[5]
- Líbia[6]
- Mali
- Eslováquia[3]
- Tajiquistão
- Índia
- Tanzânia[7]
- Ucrânia: 3.200 UK Vz.59 foram doadas pela República Tcheca, enviadas como parte de um pacote militar em resposta à invasão russa da Ucrânia em 2022.[8]
- Vietnã: usada pelo Exército do Povo do Vietnã e Viet Cong durante a Guerra do Vietnã.[9]

## Galeria

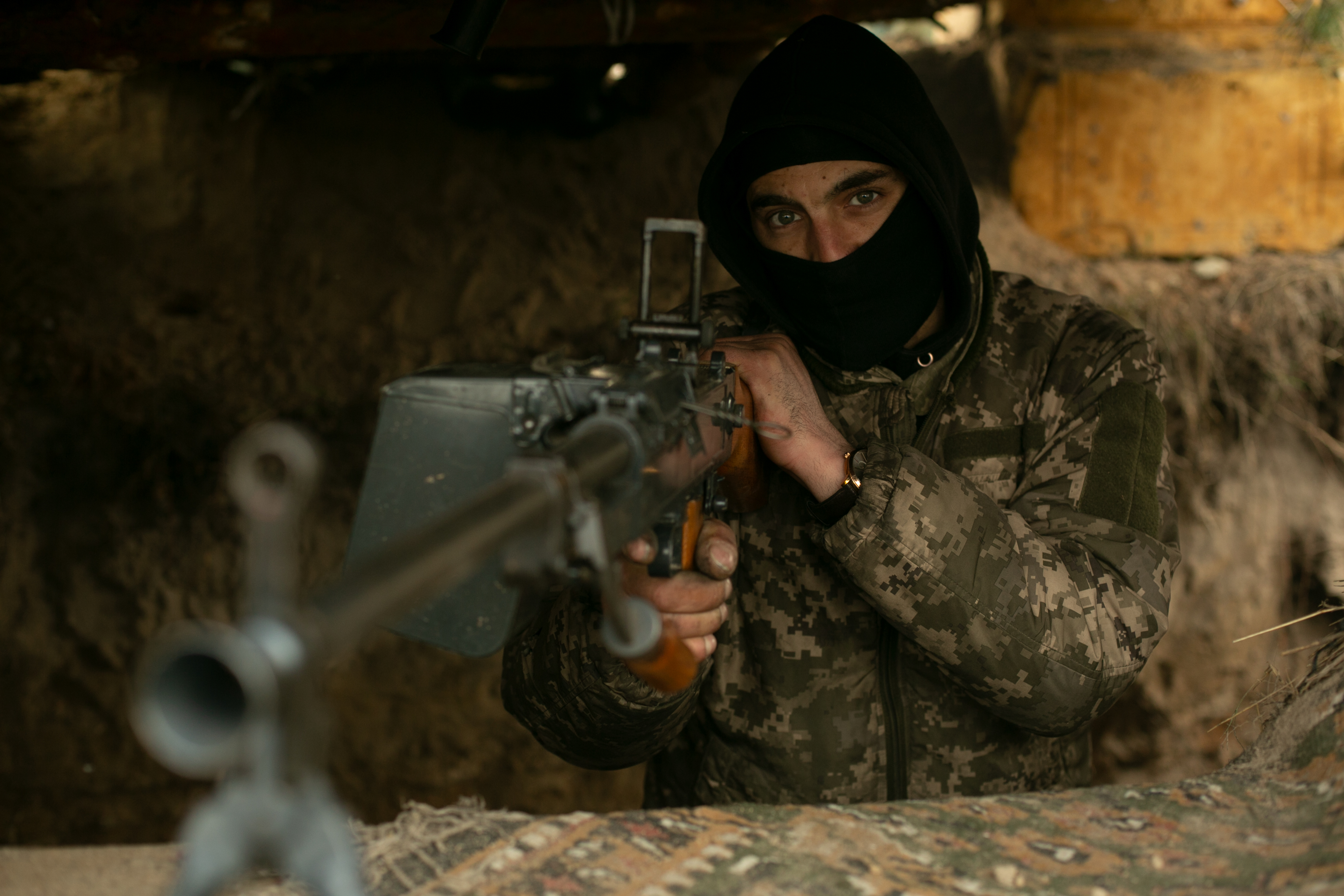
Voluntário ucraniano com UK vz. 59